# Efalante

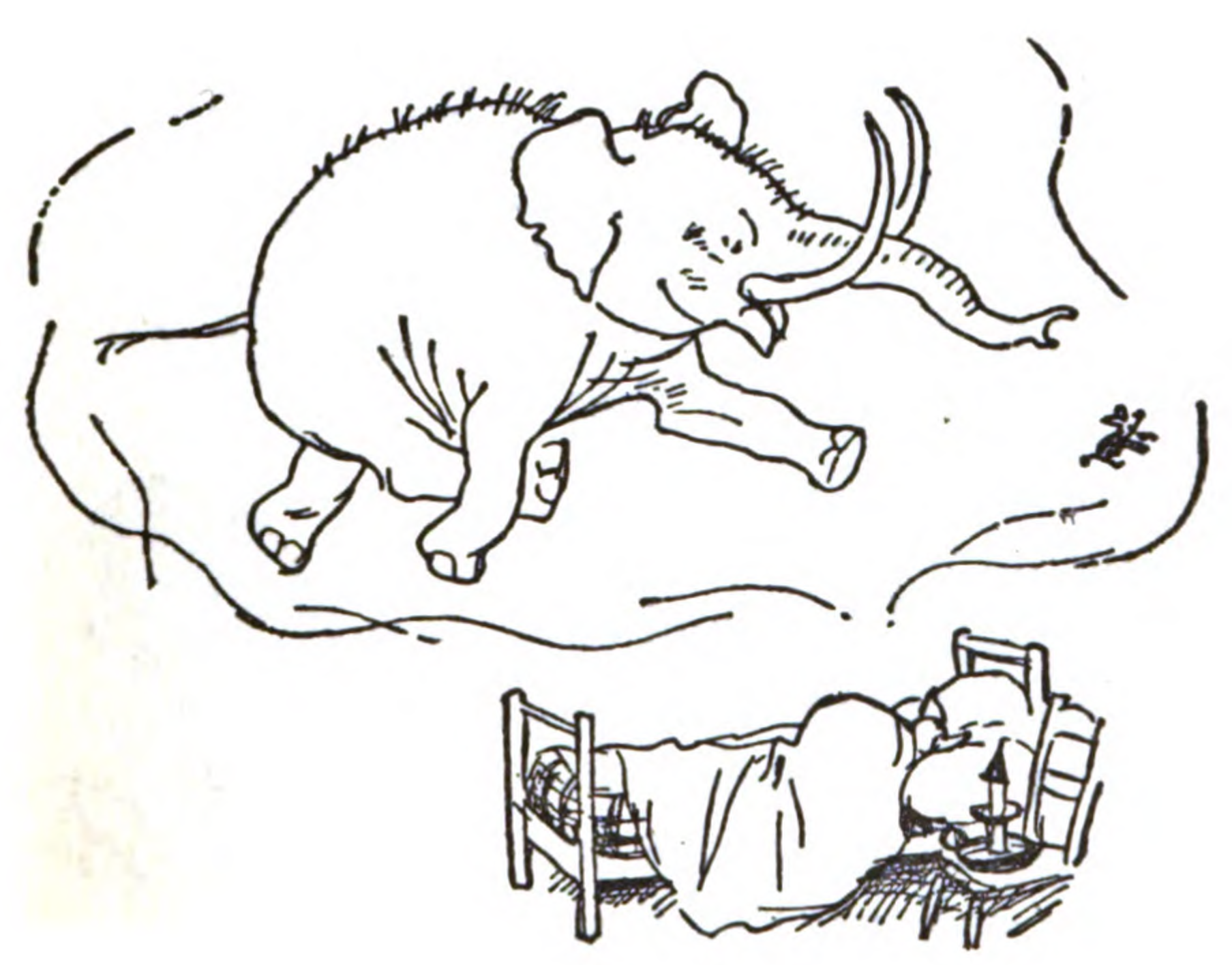
Ilustração de um Efalante no livro O Ursinho Poo, de A. A. Milne, desenhada por Ernest Howard Shepard (1926)

Os efalantes (ou heffalumps), são uma espécie de mamífero fictícia que vive no Bosque dos 100 Acres. Eles são mencionados em várias histórias do Ursinho Pooh incluindo o livro Winnie-the-Pooh, os filmes The Many Adventures of Winnie the Pooh e Pooh's Grand Adventure: The Search for Christopher Robin; e em vários episódios de The New Adventures of Winnie the Pooh. O único efalante de verdade que o Ursinho Pooh e seus amigos já conheceram, é o Bolota, que aparece em Pooh's Heffalump Movie e na série animada My Friends, Tigger and Pooh.

## Aparência
Os efalantes são criaturas grandes, os adultos podem chegar ao tamanho de um elefante. Eles possuem uma tromba e são muito semelhantes a elefantes, porém são roxos, não tem presas e possuem uma cauda de coelho.

## Explicação
Embora isso não seja explicitamente declarado, geralmente acredita-se que os heffalumps sejam do ponto de vista de uma criança (a palavra "heffalump" é a tentativa de uma criança de pronunciar "elefante").

## Impacto cultural
Desde os anos 50, os heffalumps ganharam notabilidade além das histórias do Pooh.
- O termo "heffalump", original em inglês, é usado por adultos para descrever um elefante ou a visão de um elefante da criança.[1]
- O termo "armadilha heffalump" tem sido usado no jornalismo político para uma armadilha que é criada para pegar um adversário, mas acaba prendendo a pessoa que armou a armadilha (como acontece com Winnie the Pooh em "The House at Pooh Corner").[2]
- O protagonista do romance Been Down So Long It Looks Like Up to Me (lançado em 1966), Gnossos Pappadopoulis, acredita que seu melhor amigo é chamado Heffalump, apenas descobrindo em Cuba que o nome de nascimento de Heffalump era Abraham Jackson White.[3]
- Existe uma partitura orquestral chamada  To Catch a Heffalump  (1971) por Willem Frederik Bon.[4]